# Lac Deschênes
Pour les articles homonymes, voir Deschênes.
Le lac Deschênes est situé sur la frontière du Québec et de l'Ontario séparant les secteurs d'Aylmer (Gatineau) et de Nepean (Ottawa) et alimenté par la rivière des Outaouais. 

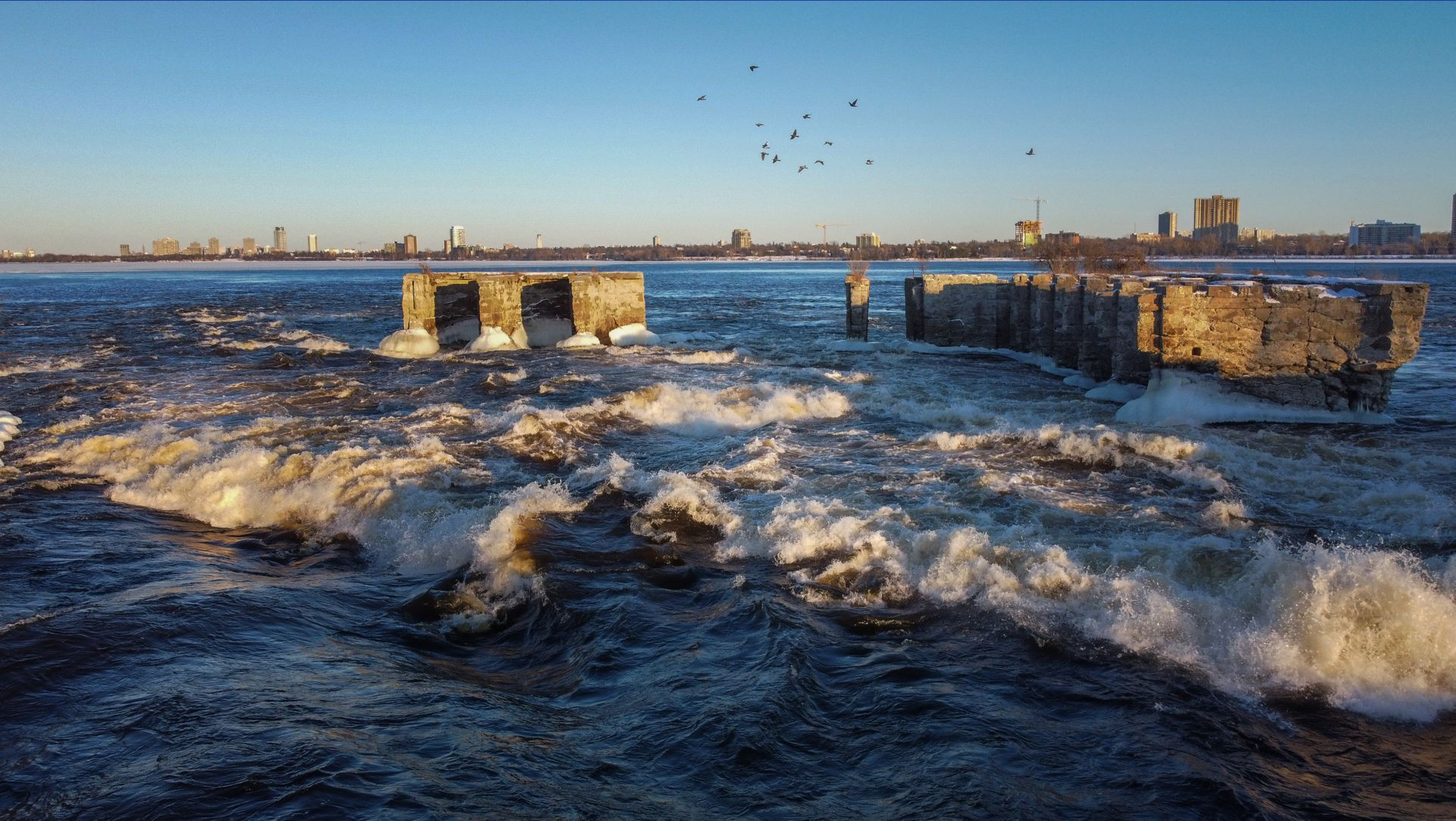
Le lac s'écoule dans la rivière par les rapides Deschênes.

Le lac Deschênes est un élargissement, long d'environ trois kilomètres, de la rivière des Outaouais, qui commence, au nord-ouest, à la baie Alexandria dans le secteur d'Aylmer (Québec) et Innis Point, près de Shirley's Bay, à Nepean (Ontario) et qui se termine aux rapides Deschênes, entre l'ancien village qui portait le même nom du côté québécois et de l'autre, la baie Brittania (en). 
Ce plan d'eau est une étape migratoire importante pour plusieurs espèces d'oiseaux. 